# SC Victoria Hamburgo
El SC Victoria Hamburgo (en alemán y oficialmente: Sport- Club Victoria Hamburg von 1895 e. V.) es un equipo de fútbol de Alemania que juega en la Oberliga Hambuerg, una de las ligas de fútbol que conforman el quinto nivel de fútbol en el país.

## Historia
Fue fundado el 5 de mayo de 1895 en la ciudad de Hamburgo como FC Victoria Hamburg y con secciones en otros deportes como bádminton, balonmano, hockey, atletismo, tenis, tenis de mesa, gimnasia, baseball y softball. Al inicio 2 de sus clubes en divisiones menores, el Cito y el Excelsior estaban relacionados con el Hamburgo SV hasta 1897 cuando conformaron un equipo independiente.
Fue uno de los equipos fundadores de la Federación Alemana de Fútbol en Leipzig en 1901 y se unió a la HAFV (Hamburg-Altonaer Fussball Verband or Hamburg-Altona Football Federation) en 1902, ganando el título de liga en 1905. El 10 de junio de 1908 cambiaron su nombre por el de SC Victoria Hamburg y en 1933 en la reorganización del fútbol alemán durante el tercer Reich fueron ubicados en una de las 16 ligas de Primera División, en la Gauliga Nordmark, que más tarde pasaría a llamarse Gauliga Hamburg.
Luego de que las autoridades aliadas ocupara Alemania al finalizar la Segunda Guerra Mundial, éstas acabaron por desaparecer a todas las organizaciones existentes en Alemania, incluyendo a instituciones deportivas, siendo una de ellas el Victoria, que regresaría pronto en 1945 en la Stadtliga Hamburg y fue uno de los 4 equipos de Hamburgo en unirse a la recién creada Oberliga Nord en 1947.
Luego de la creación de la liga profesional Bundesliga en 1963, el equipo pasó vagando entre el II y III nivel en Alemania, y actualmente no ha podido jugar en la Bundesliga.

## Estadio

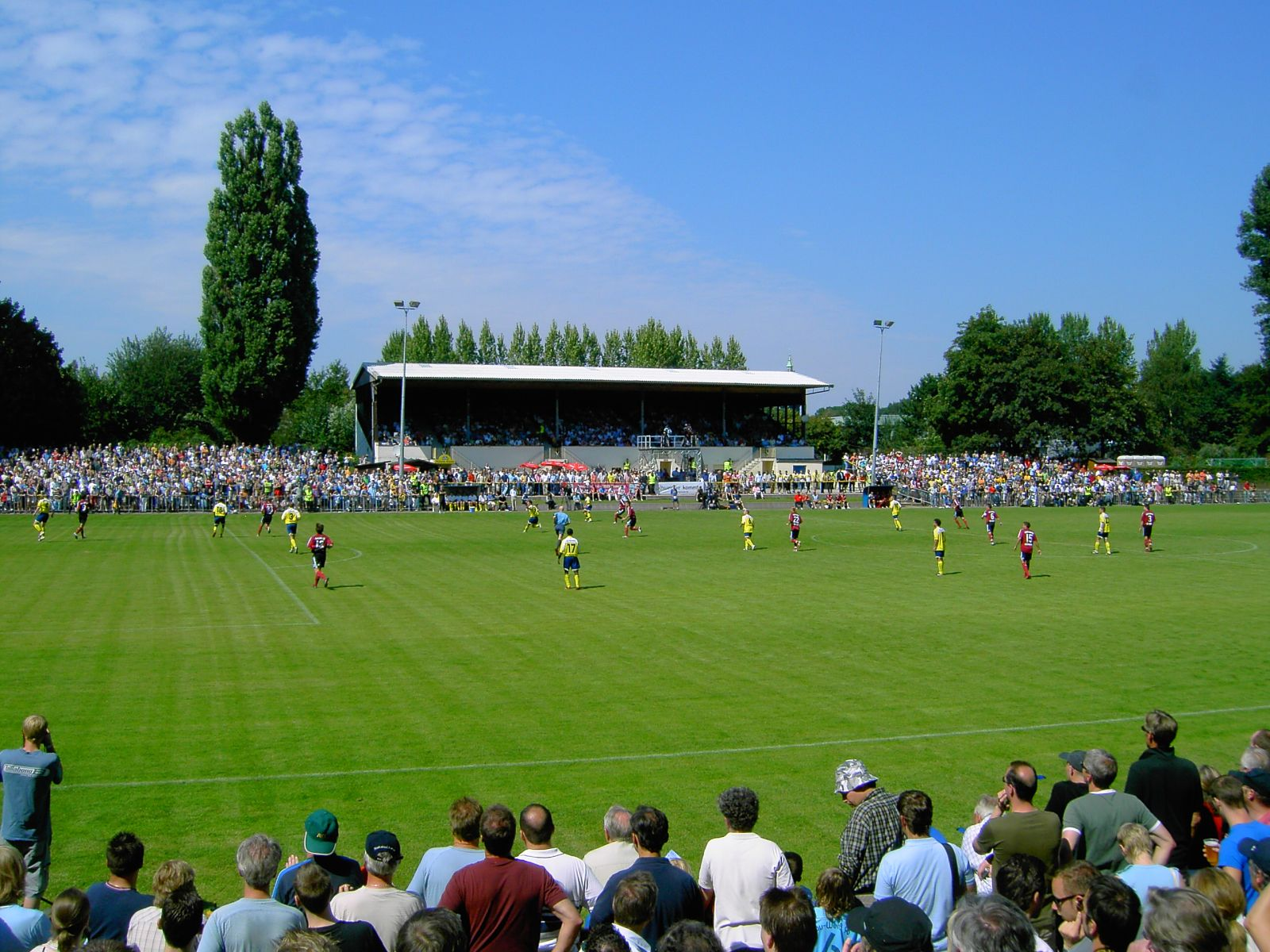
El Victoria Stadium durante un juego por la DFB-Pokal ante el 1. FC Nuremberg.

El SC Victoria Hamburg juega sus partidos de local en el Victoria Stadium, ubicado al lado del Centro Médico Universitario Hamburg-Eppendorf, y cuenta con una capacidad para 17.004 espectadores, aunque una vez albergó a 37.000 en un partido donde el Hamburgo SV venció 6-1 al FC St. Pauli y también fue la sede del Altonaer FC von 1893 en la temporada 2008–09.

## Palmarés
- North German champions: 2

1906, 1907
- Gauliga Hamburg: 1

1943
- Verbandsliga Hamburg-Germania (IV): 1

1969
- Verbandsliga Hamburg/Oberliga Hamburg (V): 12

1951, 1953, 1955, 1960, 1962, 1974, 1995, 2007, 2008, 2009, 2010, 2012
- Hamburger Pokal: 5

1990, 2007, 2010, 2012, 2013